# John Tomlinson (polityk)
John Edward Tomlinson, baron Tomlinson (ur. 1 sierpnia 1939 w Londynie, zm. 20 stycznia 2024) – brytyjski polityk, deputowany do Izby Gmin, poseł do Parlamentu Europejskiego II, III i IV kadencji, par dożywotni.

## Życiorys
Kształcił się w Co-operative College w Loughborough w zakresie nauk politycznych, ekonomicznych i społecznych (absolwent z 1961). Następnie studiował zarządzanie w służbie zdrowia na Brunel University London, a w 1982 uzyskał magisterium na University of Warwick. Pracował m.in. w związku zawodowym Amalgamated Engineering and Electrical Union i jako wykładowca w Solihull College of Technology.
Był działaczem Partii Pracy oraz Co-operative Party. Od 1964 był radnym miejskim w Sheffield. W obu wyborach parlamentarnych w lutym i październiku 1974 uzyskiwał mandat deputowanego do Izby Gmin w okręgu wyborczym Meriden. Od 1975 do 1976 był prywatnym sekretarzem parlamentarnym premiera Harolda Wilsona, następnie do 1979 był parlamentarnym podsekretarzem stanu w Foreign and Commonwealth Office. W 1979 nie uzyskał poselskiej reelekcji.
W latach 1984–1999 przez trzy kadencje sprawował mandat eurodeputowanego, wchodząc w skład frakcji socjalistycznej. Od 1997 do 1999 był wiceprzewodniczącym Komisji ds. Kontroli Budżetu w PE IV kadencji. W 1998 otrzymał tytuł barona i jako par dożywotni zasiadł w Izbie Lordów. Z ramienia wyższej izby brytyjskiego parlamentu był członkiem Konwentu Europejskiego.